# Махмуд Фаяд
Махмуд Фаяд (9 березня 1925 — 17 грудня 2002) — єгипетський важкоатлет.
Олімпійський чемпіон 1948 року в категорії до 60 кг.